# Lentxu Rubial
Leonor Rubial Cachorro, conocida como Lentxu Rubial  (Erandio, 6 de abril de 1945 - Bilbao, 21 de diciembre de 2013) fue una política socialista española, hija del histórico líder socialista Ramón Rubial y madre de la eurodiputada socialista Eider Gardiazábal.

## Biografía
Leonor Rubial fue una activista opositora al franquismo desde las Juventudes Socialistas (JSE) en la clandestinidad, conoció la represión política en España en la figura de su padre, preso por la dictadura. Militante del Partido Socialista de Euskadi-Euskadiko Ezkerra (PSE-PSOE), fue vocal de la ejecutiva del PSE-EE y de la dirección federal del Partido Socialista Obrero Español (PSOE). Fue elegida senadora por la circunscripción de Vizcaya en las elecciones generales de 2004, mandato que renovó en las elecciones de 2008, donde permaneció hasta 2011. Como parlamentaria, fue presidenta de la Comisión de Trabajo e Inmigración de la cámara alta (2004-2011) y miembro de la Diputación Permanente (2004-2008), entre otras responsabilidades. Fue miembro de la Fundación Ideas para el Progreso y de la Fundación Ramón Rubial, que presidió. Sus compañeros de partido destacaron en ella su compromiso con la lucha por las libertades y con los emigrantes españoles.
En 2014 las Agrupaciones Socialistas de Barakaldo y Cruces y 13 Rosas Rojas impulsaron la creación del premio que lleva el nombre, para recordar su continua lucha por la igualdad entre hombres y mujeres: Premio Lentxu Rubial por la Igualdad.
En 2014 recibió el Premio de Honor Honorífico Ramón Rubial a título póstumo.